# Kriegsverbrecherprozesse in Singapur

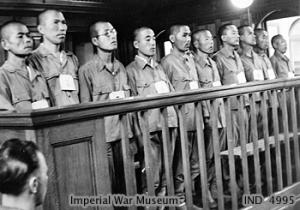
Die Anklagebank am 21. Januar 1946 während des ersten britischen Kriegsverbrecherprozesses in Singapur. Die Angeklagten von links nach rechts: Hauptmann Gozawa Sadaichi, Oberleutnant Nakamura Kaniyuki, ein Oberfeldwebel, Feldwebel Yabi Jinichiro, Unteroffizier Osaki Majoto, Unteroffizier Ashoiya Tamotsu, Hauptgefreiter Chiba Mesami, Hauptmann Okusawa Ken, Oberleutnant Kajino Ryuichi und Oberfeldwebel Tadasu.

Kriegsverbrecherprozesse in Singapur waren die dort koordinierten Verfahren, die nach dem Ende des pazifischen Krieg gegen japanische Kriegsverbrecher der Kategorie B oder C (jap.: BC級戦犯) an verschiedenen Orten des zurückeroberten Kolonialreichs Südostasiens unter den Bestimmungen des Royal Warrant vom 14. Juni 1945 durchgeführt wurden.

## Grundlagen
Bereits früh im Krieg hatten Amerikaner und Briten sich darauf geeinigt, dass nach Abschuss der Kampfhandlungen gegen Angehörige der Alliierten begangene Kriegsverbrechen zu sühnen seien. Zu diesem Zweck war im Oktober 1943 zunächst die United Nations War Crimes Commission (UNWCC) gegründet worden, deren sub-committee zunächst mit der Sammlung von Informationen von Kriegsverbrechen in China befasst war. Nach Gründung der Far Eastern Commission (FEC) ging diese Aufgabe an dessen Committee No. 5: War Criminals über. Der Aufgabenbereich wurde auf alle japanischen Kriegsverbrechen erweitert.
Der britische Royal Warrant (Army Order 81/1945), verkündet am 18. Juni 1945, legte die Regeln fest, unter denen weltweit Kriegsverbrecherprozesse durchgeführt werden sollten. Im Gegensatz zu den Richtlinien anderer Länder, wie zum Beispiel für Niederländisch-Indien, wurden Kriegsverbrechen in diesem Dokument noch konventionell definiert. Die Verfolgbarkeit war auf Taten ab dem 2. September 1939 beschränkt.

## Organisation
Die örtliche Zuständigkeit in Asien umfasste seit November 1945 den gesamten unter dem Kommando des South East Asian Command (SEAC) stehenden Bereich, der zum großen Teil japanisch besetzt gewesen war: Birma, Malaya, Singapur, Niederländisch-Indien, die Andamanen, Nikobaren und Britisch-Nordborneo, aber auch Siam, Französisch-Indochina, Shanghai, Tientsin und Hongkong.
Der in Singapur eingerichtete War Crimes Branch unterhielt 17 teilweise multinationale Ermittlungsteams, die auch die Verfolgungsbemühungen niederländischer und australischer Strafverfolger unterstützte. Andere westliche Alliierte errichteten Verbindungsstellen, außerdem bestand Liaison zum War Crimes Branch in Tokio. Für die Tätigkeit britischer Ermittler und die Auslieferung Verdächtiger in Tientsin und Shanghai waren diese auf die Unterstützung der US-Armee angewiesen, der sie aus diplomatischen Gründen beigeordnet wurden. In Saigon ermittelte lediglich ein Verbindungsoffizier. Die Teams befragten die einheimische Bevölkerung, sammelten Beweismittel vor Ort und verhafteten Verdächtige. Gleichzeitig wurden an befreite Gefangene Fragebögen zu eventuellen Kriegsverbrechen ausgegeben und sämtliche inhaftierten Japaner erkennungsdienstlich behandelt. Zusätzlich konnte beim War Cimes Complaint Bureau Anzeige erstattet werden. Insofern sich ein konkreter Verdacht durch Identifizierung erhärtete, wurden die Akten an die War Crimes Registry Section in Singapur weitergeleitet. Nach eventuell weitergehenden Ermittlungen wurde der Fall an die als Anklagebehörde fungierende Legal Section abgegeben.
Der Royal Warrant legte fest, welche hochrangigen Offiziere das Recht hatten, Militärtribunale (Military Court) einzuberufen. Die Kriegsgerichte hatten außer einem Präsidenten noch mindestens zwei Offiziere als Mitglieder, von denen zumindest einer juristische Fachkenntnisse haben sollte. Die Offiziere sollten mindestens den gleichen oder höheren Rang wie der Angeklagte haben; mindestens einer derselben Waffengattung angehören. Sofern es der Gerichtspräsident für nötig hielt, konnten Offiziere anderer alliierter Nationen als Richter ernannt werden. Dem Gericht beigegeben werden konnte ein „judge advocate“, der als neutraler Berater (ohne Stimmrecht) der Militärrichter die juristische Situation zusammenfasste, jedoch nicht wie sein amerikanisches Pendant als Staatsanwalt fungierte. Die Bestimmungen über Kriegsgerichte des British Army Act bildeten die Verfahrensordnung, jedoch wurden die normalerweise strengen Beweiswürdigungsgrundsätze aufgeweicht, um den kriegsbedingten Umständen Rechnung zu tragen. Die Verhandlungen sollten öffentlich sein, „soweit es die Quartiere zuließen.“ Schriftliche Urteilsbegründungen wurden normalerweise nicht verfasst, jedoch wurden Wortprotokolle aller Verhandlungen nach London gesandt. Viele der Tribunale betrachten juristische Kommentare wie das British Manual of Military Law als autorativ.
Eine der politischen Vorgaben lautete, dass nur „wasserdichte“ Anklagen zur Verhandlung kommen sollten. In Verhandlungen, wo die Opfer Amerikaner waren, übernahm normalerweise ein amerikanischer Strafverfolger die Vertretung der Anklage. Die Tatvorwürfe konnten nach Verhandlungsbeginn noch geändert werden. Die Angeklagten durften Anwälte wählen, die meistens Militärjuristen waren, nur in Singapur traten vereinzelt zivile Verteidiger auf. Den Verwandten der Verurteilten sollten, wenn möglich, Berichte der Verhandlungen zukommen.

## Prozesse
Insgesamt wurden zwölf Kriegsgerichte an verschiedenen Plätzen Südostasiens eingerichtet. Sofern ein Prozess vor Ort aus irgendeinem Grund nicht stattfinden konnte, wurde er nach Singapur verlegt. Die Gerichte in Malaya und Borneo tagten an verschiedenen Orten. Sämtliche Verfahren waren bis zum Juni 1948 abgeschlossen. Der Kommandeur Lord Louis Mountbatten bestand darauf, dass keine politischen Verfahren durchgeführt wurden. Unmittelbar nach Kriegsende, bei Bekanntwerden der zahlreichen Grausamkeiten, hatte die öffentliche Meinung im Mutterland „kurzen Prozess“ gefordert. Er widersetzte sich diesen Forderungen. Als dann die Verfahren im folgenden Jahr in Gang kamen, war im Mutterland das Interesse nur noch gering.

### Singapur

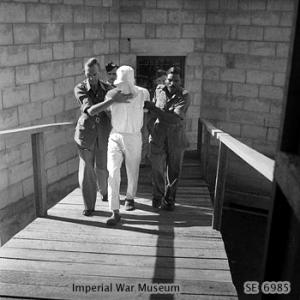
Leutnant Nakamura vor der Vollstreckung seines Todesurteils am 14. März 1946. Er war schuldig befunden worden, einen indischen Soldaten auf den Palau-Inseln geköpft zu haben.

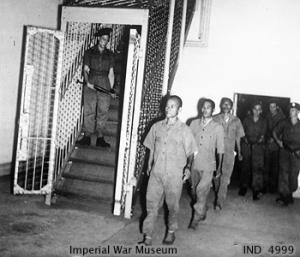
Drei japanische Kriegsverbrecher auf dem Weg zu ihren Zellen am 21. Januar 1946

Der erste britische Prozess in Südostasien begann am 21. Januar 1946. Hauptmann Gozawa Sadaichi und neun Untergebenen wurde vorgeworfen, zwischen April 1943 und September 1945 indische Kriegsgefangene misshandelt und ermordet zu haben. Der Grund, mit diesem Verfahren zu beginnen, war, dass London zeigen wollte, dass auch seine „farbigen Untertanen“ unter dem Schutz der British justice standen. Die Verteidigung stützte sich darauf, dass viele der Inder als heiho zur japanischen Seite übergetreten waren und deshalb nicht mehr als Untertanen i. S. d. Royal Warrant galten. Trotzdem wurden neun Angeklagte schuldig gesprochen. Es gab ein Todesurteil und Haftstrafen von zwei bis sieben Jahren. Alle Urteile wurden am 4. März bestätigt.
Eine weitere Massenverhandlung war das sogenannte Double Tenth Trial gegen 21 Angehörige der Militärpolizei kempeitai, die Gefangene gequält hatten. Die meisten Angeklagten beriefen sich auf Befehlsnotstand, trotzdem gab es acht Todesurteile und sechs Verurteilungen zu Haftstrafen.
Durch die (unhistorische) Verfilmung der Geschichte der „Brücke am Kwai“ sind die Leiden tausender Kriegsgefangener beim Bau der Burma-Siam Railway weltweit bekannt geworden. Die juristische Aufarbeitung erforderte mehrere Prozesse. Ein erster endete im Juni 1946, von der Öffentlichkeit kaum beachtet, mit einem Todesurteil gegen einen Major, der den Tod von 570 von 2.000 Gefangenen unter seiner „Obhut“ verursacht hatte. Bedeutender war die Verhandlung gegen den verantwortlichen Generalleutnant Ishida und vier Offiziere seines Stabes. Zeugen beschrieben ihre Peiniger durchgehend als sadistisch. Nach sechswöchiger Verhandlung wurden alle Angeklagten schuldig gesprochen. Es gab zwei Todesurteile, einmal zwanzig Jahre und zweimal – auch für Ishida – zehn Jahre Haft.
Die Zustände im Internierungslager Sime Road wurden in einem Verfahren, das großes öffentliches Interesse erregte, aufgearbeitet. Die Verteidigung der fünf Angeklagten übernahmen zwei japanische Rechtsanwälte und ein britischer Hauptmann. Nach elftägiger Verhandlung verkündete das Gericht schon nach 40 Minuten ein vergleichsweise harsches Urteil: drei Todesurteile, einmal lebenslänglich, einmal sieben Jahre.

### Malaya
Im September 1946 wurde in Kuala Lumpur ein Unteroffizier zum Tode verurteilt, der betrunken einen Zivilisten ermordet hatte. Das Gnadengesuch wurde abgelehnt.
Das größte Verfahren Malayas sollte im April 1946 in Penang beginnen, konnte jedoch wegen umfangreicher Vorbereitungen erst Ende August starten. Verhandelt wurde gegen 35 Angehörige der Militärpolizei, die eine wahre Terrorherrschaft gegen die lokale Bevölkerung errichtet hatten. Nach einem Monat gab es 21 Todesurteile und drei Freisprüche.
Gegen 44 Wärter des Outram Road Military Prison wurde im August 1947 in Kuala Lumpur verhandelt. Die schrecklichen Haftbedingungen dort wurden mit den Zuständen im KZ Bergen-Belsen verglichen. Es gab 39 Schuldsprüche, davon fünf Todesurteile.
Verwunderung erregte das Urteil gegen Leutnant Murakami, der in einem Hotelzimmer mit Sicherheit versucht hatte, eine Britin zu vergewaltigen. Sie stürzte aus dem Fenster etwa 35 Meter tief zu Tode. Da nicht geklärt werden konnte, ob ihr Sturz ein Unfall war, sie gestoßen wurde oder freiwillig sprang, wurde er mangels Beweisen freigesprochen.

### Rangun

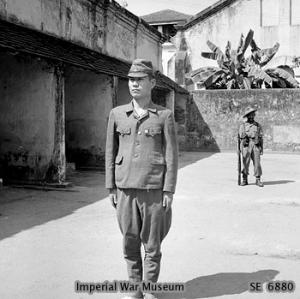
Major Ichikawa am 25. Februar 1946. Er wurde beschuldigt, mit seinen Männern über 600 Bewohner des Dorfes Kalagan getötet zu haben.

Im Februar 1946 befanden sich in Rangun 113 „bekannte Kriegsverbrecher“ und weitere 40 Verdächtige in Haft.

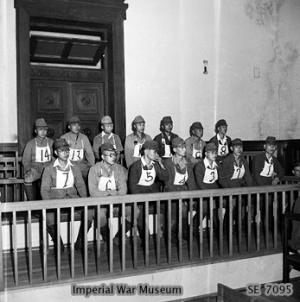
Anklagebank während des Kriegsverbrecherprozesses in Rangun am 22. März 1946.

Im ersten Verfahren in der Civic Hall im Februar 1946 wurde ein Major zum Tode verurteilt, weil er 637 Bewohner des Dorfes Kalagon quälen und töten hatte lassen.

### Car Nicobar
Dass British justice doch nicht immer so farbenblind (hinsichtlich der Hautfarbe der Opfer) war, wie man glauben machen wollte, zeigte sich, als ein Japaner für die Misshandlung und Ermordung 150 Einheimischen nur zwei Jahre Haft erhielt.

### Revision
Sämtliche Freisprüche waren unanfechtbar. Verurteilungen waren auf Verlangen des Angeklagten einem überprüfenden Offizier zuzuleiten. Dieser stimmte dem Urteil entweder zu oder leitete es zur weiteren Prüfung an die Dienststelle des Judge Advocate General weiter.

### Verurteilungen
In insgesamt 306 Verfahren wurden 920 Personen angeklagt, von denen 811 schuldig gesprochen wurden. Von den 279 Todesurteilen wurden 265 vollstreckt, weiterhin gab es 55 Verurteilungen zu lebenslänglich. Über 17 % der ursprünglichen Strafen wurden im Revisionsverfahren gemildert oder aufgehoben. Es wurde nur etwa gegen ein Zehntel der ursprünglichen Verdächtigen verhandelt.